# Hymn Monako
A Marcia de Muneghu (Marsz Monako) to hymn państwowy Monako. Został przyjęty w roku 1848. Słowa napisał Louis Notari, a muzykę skomponował Charles Albrecht.
oficjalne słowa monegaskie
Despoei tugiù, sciü d'u nostru paise 

Se ride aù ventu, u meme pavayun 

Despoei tugiù a curù russa e gianca 

E stàr r'emblèma d'a nostra libertà 

Grandi e piciui, r'an tugiù respeta.
polskie tłumaczenie
Na zawsze w naszym państwie

Jedna flaga trzepocze na wietrze

Na zawsze kolory czerwony i biały

Mają symbolizować naszą wspólnotę

Wielcy i mali mają odczuwać respekt.